# Trešnjevica (Paraćin)
Trešnjevica (em cirílico: Трешњевица) é uma vila da Sérvia localizada no município de Paraćin, pertencente ao distrito de Pomoravlje, na região de Pomoravlje. A sua população era de 879 habitantes segundo o censo de 2011.

## Demografia
| 1948 | 1953 | 1961 | 1971 | 1981 | 1991 | 2002 | 2011 |
| ---- | ---- | ---- | ---- | ---- | ---- | ---- | ---- |
| 1521 | 1601 | 1753 | 1785 | 1769 | 1476 | 1137 | 879  |